# Скунсова мавпа
Скунсова мавпа — істота-криптид, про нібито спостереження якої повідомляли у південній частині Сполучених штатів. Повідомлення про неї надходили з різних місць, від Північної Кароліни до Арканзасу, але найчастіше — зі штату Флорида. Свою назву істота отримала через ймовірний зовнішній вигляд і неприємний запах, що нібито поширюється від неї.
Пік надходження повідомлень про спостереження скунсової мавпи припав на 1960—1970-ті роки, особливо багато їх надійшло восени 1974 року з передмість флоридського міста Дейд. Згідно із офіційною заявою Служби національних парків США, всі історії про скунсову мавпу є не більш ніж вигадкою.
2000 року у департамент шерифа міста Сарасота, Флорида, були анонімно відправлені дві фотографії, що супроводжувалися листом від жінки, яка нібито сфотографувала тварину, що пробралася до неї у сад, щоб вкрасти яблука. Аналіз фотографій проводився криптозоологом Лореном Коулманом, який не виключив, що, якщо вони справжні, «скунсова мавпа» могла бути орангутаном, який втік з неволі.